# اکالیپتوس قهوه‌ای
اکالیپتوس قهوه‌ای (نام علمی: Eucalyptus brunnea) نام یک گونه از سرده اوکالیپتوس است.